# Mantel (Weichtiere)

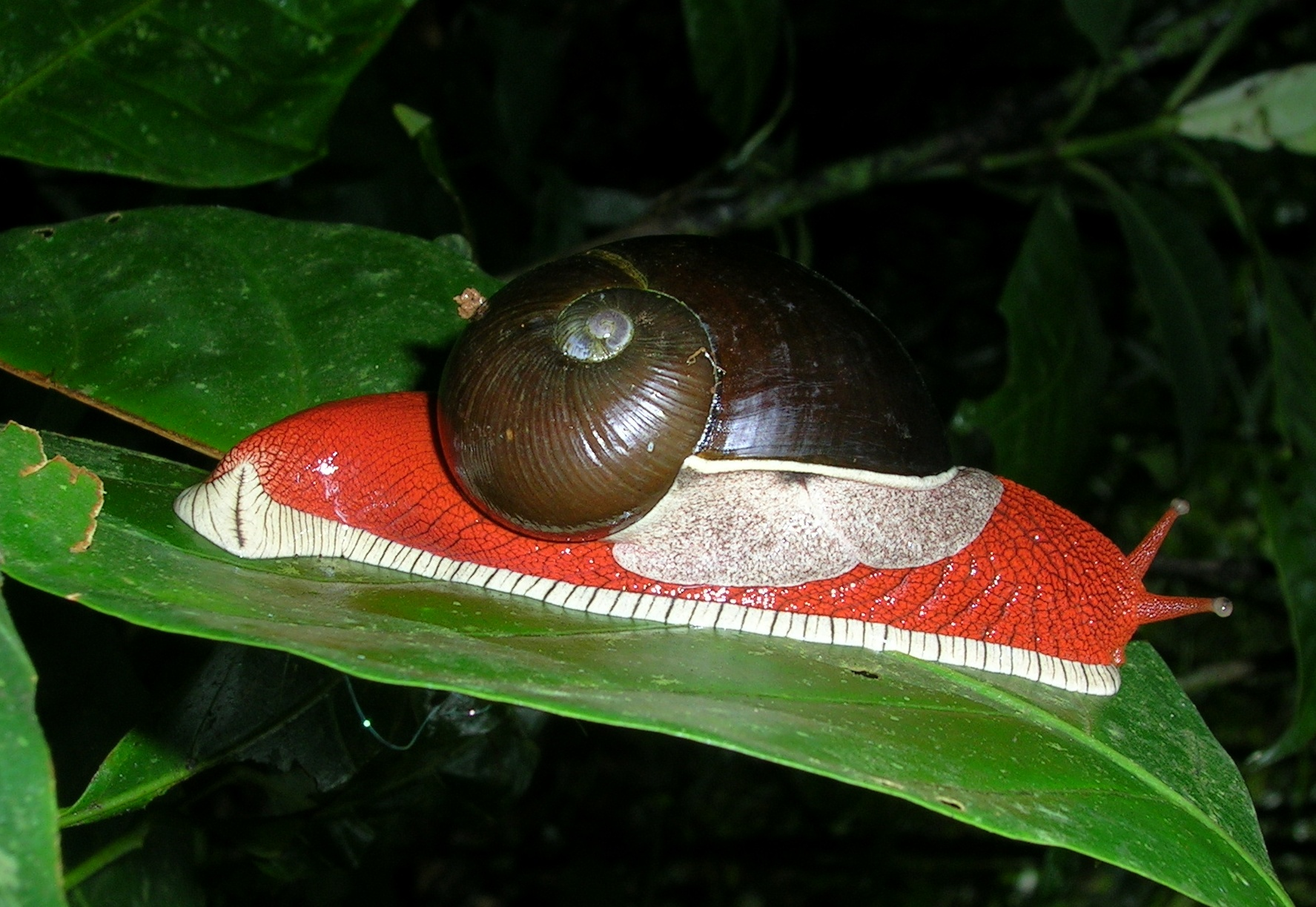
Bei der Landlungenschnecke Indrella ampulla ist der Mantel cremefarben und sieht teilweise aus dem Schneckenhaus hervor. Kopf und Fuß der Schnecke sind rot.

Als Mantel oder Pallium wird die dorsale Körperoberfläche bei Weichtieren (Mollusca) bezeichnet. Er bildet die Mantelhöhle, die eine Reihe von Funktionen bei den verschiedenen Klassen der Weichtiere übernehmen kann, beispielsweise  als Atemhöhle, in der die Atmung über Kiemen bei wasserlebenden Weichtieren oder einem Lungenfeld in Form von Erhebungen der Mantelhöhlenwand („Lungenhöhle“) bei Luftatmern (z. B. bei Lungenschnecken) erfolgen kann.
Bei den Schalenweichtieren (Conchifera), das sind Gehäuseschnecken, Muscheln, Kahnfüßer und gehäusetragende Kopffüßer (heute noch die Perlboote), scheidet der Mantel die einheitliche dreischichtige Kalkschale ab.